# 남동현 (가수)
남동현(1999년 5월 6일~)은 대한민국의 가수이자 싱어송라이터이다. 남태현의 동생이다. 과거에는 보이 밴드 사우스클럽에서 베이스를 맡았다. 그의 형인 남태현은 위너, 사우스클럽의 멤버로 활동했다.

## 학력
- 한림연예예술고등학교 실용음악과 (졸업)

## 음반 목록
- 《Blue Purple》(2017년 7월 7일)
- 《Mad Kid》(2017년 9월 14일)